# Dave England
David Joseph England (Ojai, Californië, 30 december 1969) is een Amerikaanse waaghals, stuntman en voormalig professioneel snowboarder die bekendstaat om zijn rol in de MTV-serie Jackass.

## Leven en loopbaan
Toen England rond de 15 was werd hij naar een jeugdinrichting gestuurd, omwille van betrokkenheid bij meerdere gevechten. In deze periode begon ook zijn loopbaan als professioneel snowboarder. In de The Daily Show with Jon Stewart vermeldt Johnny Knoxville dat England slechts één teelbal heeft, ter gevolge van een snowboardongeval. Dit werd bevestigd in een scène uit Jackass: Number Two waarin England een bloedzuiger aan zijn scrotum bevestigt. Hij heeft een dochter (die werd gevraagd om aanwezig te zijn tijdens een stunt die werd uitgevoerd in de eerste film, buiten beeld) en een zoon (die verschijnt in een interviewscène van Jackass 2.5, deze werd echter na enige tijd uit de film geknipt). 
Dave England was ooit een professionele snowboarder en is te zien in een aantal van Kingpin Productions' snowboard video's, waaronder: 'Bulletproof' en 'Back in Black'. Hij was oprichter van het snowboardtijdschrift Skintight Magazine en werkte een tijdje voor Snowboarder Magazine. Ook was hij de redacteur van Blunt magazine, de beide zusterprojecten van skate- en snowboardtijdschrift Big Brother.  Dave komt ook voor in de film Shred, waar hij de rol van "Tom Green" op zich neemt. De film, over een snowboard school gerund door Englands personage werd gefilmd in Big White, een skiresort in Canada.

## Rol in Jackass
Dave haalt net als de rest van de cast "gewone" stunts en grappen uit, al is hij wel de eerste die een stunt uitvoert waarbij ontlasting betrokken is. Dave zegt op de Jackass: Number Two dvd, dat hij "World's first professional shitter" is, voor zover hij betaald krijgt om op tv te ontlasten. 
Hij beweert dat hij de enige persoon op aarde is die bewezen heeft in staat te zijn om te poepen op commando, al vindt hij plassen op commando te moeilijk.

## Filmografie

### Films
| Jaar | Titel                                                      | Rol                  | Opmerkingen                                |
| ---- | ---------------------------------------------------------- | -------------------- | ------------------------------------------ |
| 1996 | Big Brother: shit                                          |                      | Direct-to-videorelease Creatief consultant |
| 1998 | Number Two: Big Brother                                    | Zichzelf             | Direct-to-video release                    |
| 2002 | Jackass: The Movie                                         | Zichzelf             | Schrijver                                  |
| 2002 | Don't Try This At Home: The Steve-O Video Vol. 2: The Tour | Zichzelf             | Direct-to-video release                    |
| 2006 | Jackass Number Two                                         | Zichzelf             | Schrijver                                  |
| 2007 | Jackass 2.5                                                | Zichzelf             | Schrijver                                  |
| 2008 | Shred                                                      | Max                  |                                            |
| 2009 | Revenge of the Boarding School Dropouts                    | Max                  |                                            |
| 2009 | Jackass: The Lost Tapes                                    | Zichzelf             | Schrijver                                  |
| 2010 | Jackass 3D                                                 | Zichzelf             | Schrijver                                  |
| 2011 | Jackass 3.5                                                | Zichzelf             | Schrijver                                  |
| 2016 | Natural Born Pranksters                                    | Zichzelf             | Gastoptreden                               |
| 2016 | The Bet                                                    | Coffee shop employee |                                            |
| 2020 | Steve-O: Gnarly                                            | Zichzelf             | Cameo                                      |
| 2022 | Jackass Forever                                            | Zichzelf             | Schrijver                                  |
| 2022 | Jackass 4.5                                                | Zichzelf             | Schrijver                                  |